# Player One (film)
Player One (ang. Ready Player One) – amerykański fantastycznonaukowy film przygodowy w reżyserii Stevena Spielberga, którego premiera odbyła się w 2018 roku. Adaptacja powieści Ernesta Cline’a o tym samym tytule.
Film zarobił prawie 582,9 mln dolarów.

## Obsada
Źródło: Rotten Tomatoes
- Tye Sheridan – Wade Owen Watts/Parzival
- Olivia Cooke – Samantha Evelyn Cook / Artemis
- Ben Mendelsohn – Nolan Sorrento
- Simon Pegg – Ogden Morrow
- T.J. Miller – i-Rok
- Hannah John-Kamen – F’Nale Zandor
- Mark Rylance – James Donovan Halliday / Anorak
- Lena Waithe – Helen Harris / Aech